# ゴーマニズム宣言SPECIAL 愛子天皇論
『ゴーマニズム宣言SPECIAL 愛子天皇論』（ゴーマニズムせんげんSPECIAL あいこてんのうろん）は、小林よしのりの著書。

## 概要
『SPA!』誌における連載を単行本としてまとめたものである。著者の小林よしのりは本書執筆に関連して、2022年11月5日のブログで来年の夏前に愛子天皇論の出版を希望することを語っているが、12月30日のブログでは、愛子天皇論の中には、おべっかや仲間内の評価に過ぎぬものも多いのではないかもしれないという危懼を述べ、評価を固める1つだけの方法は単行本になって売れることであるため、このことを目指すのだと述べている。
2023年6月15日に第1巻、2024年9月15日に第2巻、2025年7月2日に第3巻が扶桑社から発売。本の帯には「男系継承に固執していれば皇室は崩壊するや、遅々として進まない皇位継承問題に終止符を打つ問題作」と記されていた。
愛子内親王が天皇になるのが最もふさわしいと主張する。皇太子というのは天皇の直系の子供であるため、本来は愛子内親王しかなれないと主張する。天皇の男系男子の継承にこだわっている保守派というのは、国民の声では8割が女性女系天皇を容認しているということを無視しており、このままでは皇室制度そのものの存続が難しくなると主張する。
2023年7月には愛子天皇論出版に伴うイベントが、著者である小林の主催するゴー宣道場の特別イベントとして、東京都で実施され、彼の他に神道学者や国会議員やジャーナリストらもパネリストとして登壇し、議論が展開された。小林本人はかつては男系論者であったのが女系天皇公認論を唱える立場になったということなどが語られた。2024年、2025年の同月にも同様のイベントが開催されており、後者は『戦争論』をファンが振り返って論じるイベントや、インドでの『おぼっちゃまくん』新作アニメ記念行事などと同時に行われている。

## 反響
図書館では発売以来ずっと貸し出しの予約待ちの状態が続いており、2023年の秋の時点でもこれから借りるならば半年以上の待ちであった。
2024年8月25日の島田裕巳の記事によると、愛子天皇論が刊行されて以来、愛子天皇を待望する論が活況を呈しているとのこと。

## 書誌情報
- 小林よしのり『ゴーマニズム宣言SPECIAL 愛子天皇論』扶桑社、既刊3巻
  1. 2023年6月16日発売[9]、ISBN 978-4-594-09500-0
  2. 2024年9月24日発売[10]、ISBN 978-4-594-09882-7
  3. 2024年9月24日発売[11]、ISBN 978-4-594-10110-7